# Family Farm Seaside
Family Farm Seaside, một trong những trò chơi di động có doanh thu hàng đầu được phát triển và phát hành bởi công ty trò chơi điện tử FunPlus có trụ sở tại Bắc Kinh, Trung Quốc. Đây là một trò chơi nông nghiệp có sẵn miễn phí trên cả hai nền tảng iOS và Android, và có sẵn bằng 18 ngôn ngữ.
Trò chơi đã nhận được sự đón nhận tích cực từ công chúng và theo CNET "nó được xếp hạng khoảng 100 trong danh sách các ứng dụng có doanh thu cao nhất của Apple trên App Store và khoảng phần mềm miễn phí được tải xuống nhiều thứ 135, theo dữ liệu được biên soạn bởi App Annie". Năm 2014 Social Times cũng báo cáo rằng "Family Farm Seaside có mức độ tham gia DAU/MAU trên 35%, so với 18% đối với Farmville và 20% đối với Farmville 2".
Đến tháng 6 năm 2015 Family Farm Seaside đã có hơn 60 triệu người chơi hoạt động.

## Trò chơi
Bắt đầu với một trang trại nhỏ gần bãi biển, người chơi cần chăm sóc trang trại của mình thông qua việc trồng trọt và thu hoạch mùa màng, cho thú ăn và xây dựng các tòa nhà và máy móc. Các vật phẩm trong trò chơi có thể được bán với giá bằng "Tiền xu", một loại tiền ảo.